# Pós-fascismo
Pós-fascismo é um termo utilizado para descrever a ideologia política de partidos e movimentos políticos que fazem a transição de uma orientação fascista para uma forma mais moderada e tradicional de conservadorismo, abandonando os traços totalitários do fascismo e participando da política constitucional.

## Elementos de definição
Na Itália, o pós-fascismo corresponde a uma herança histórica fascista que diverge do republicanismo, mas não deseja de romper com as instituições democráticas para restaurar um regime autoritário.
O economista estadunidense Edmund Phelps observa que, se o pós-fascismo corresponde a um fenômeno de evolução de movimentos com raízes fascistas em direção à direita conservadora clássica, o conteúdo ideológico do conceito permanece "impreciso, para dizer o mínimo".
O conceito de pós-fascismo implica a presença de pontos em comum e diferenças com o fascismo clássico. O historiador italiano Enzo Traverso (que utiliza este termo numa perspectiva contemporânea e mais ampla do que apenas o contexto italiano) considera que os pontos de continuidade são o nativismo ou a xenofobia, mas também identifica diversas diferenças ideológicas. Onde o fascismo original reivindicava uma ambição revolucionária e mobilizava as massas ao serviço da construção de uma utopia e de um novo homem, o pós-fascismo não apresentaria estes aspectos e seria "profundamente conservador, até mesmo reacionário". Os movimentos pós-fascistas também se distinguiriam por não procurarem adotar uma organização militarizada. Mais especificamente, o pós-fascismo dificilmente seria definido através do anticomunismo, que era central para o fascismo, mas que perdeu relevância com o fim da Guerra Fria.